# موگئو-دونگ
موگئو-دونگ (به لاتین: Mugeo-dong) یک منطقهٔ مسکونی در کره جنوبی است که در اولسان واقع شده‌است.